# Platypalpus montenegrensis
Platypalpus montenegrensis is een vliegensoort uit de familie van de Hybotidae. De wetenschappelijke naam van de soort is voor het eerst geldig gepubliceerd in 1962 door Bequaert.